# SAL-Elektrolytkondensator

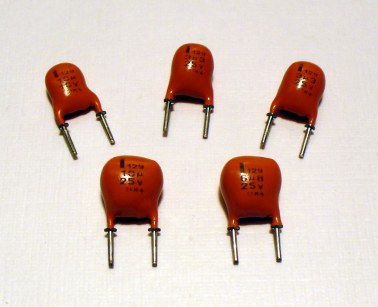
Perlenförmige SAL-Elektrolytkondensatoren

SAL-Elektrolytkondensator (SAL = englisch solid aluminium) ist eine Herstellerbezeichnung für Aluminium-Elektrolytkondensatoren mit dem festen Elektrolyten Mangandioxid, auch „Braunstein“ genannt. Sie bestehen aus geätzten und formierten gefalteten Aluminium-Anoden, in die der Elektrolyt mit Hilfe eines  pyrolytischen Verfahrens hineingebracht und verfestigt wird. SAL-Elkos wurden bis Ende 2015 in perlenförmiger und in axialer Bauform angeboten. 

## Allgemeines

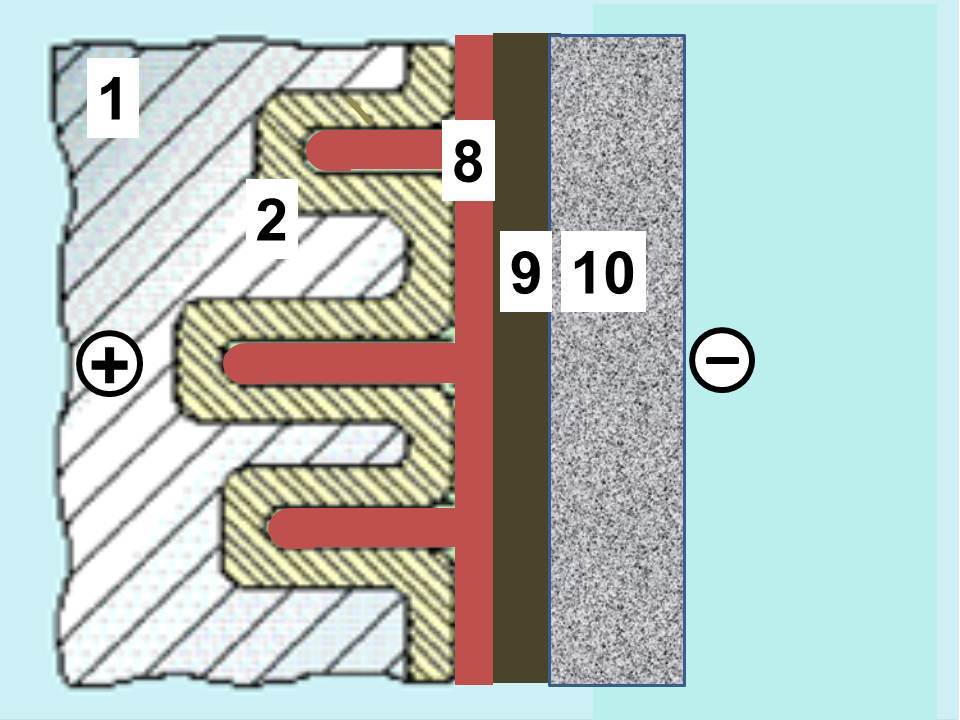
Schnitt durch einen SAL-Elko.
1. Anode aus Aluminium
2. Aluminiumdioxidschicht
8. Mangandioxidschicht
9. Graphitschicht
10. Kathode aus Silber

Der feste Elektrolyt, der gegenüber einem flüssigen Elektrolyten nicht austrocknen kann,  bietet eine sehr große Langzeitstabilität der Kennwerte ohne nennenswerte Änderungen und eine sehr geringe Abhängigkeit der Impedanz und des ESR von der Temperatur. Die Kondensatoren sind schaltfest und können ohne Vorwiderstand betrieben werden, wodurch die SAL-Elkos sich gegenüber Tantal-Elektrolytkondensatoren auszeichnen. Außerdem besitzt das Dielektrikum Aluminiumdioxid in Kombination mit dem Elektrolyten Braunstein eine verhältnismäßig hohe Falschpolspannungsfestigkeit.
SAL-Elkos wurden in den 1960er Jahren von Philips entwickelt und hatten in den 1980er Jahren Erfolg als Ersatz von Tantal-Elkos mit festem Mangandioxid-Elektrolyten. Mit Beginn der SMD-Technik verloren diese SAL-Kondensatoren an Bedeutung, da sie in der SMD-Bauform keinen Erfolg hatten. Die Produktion dieser Bauart wurde Ende 2015 vom einzigen verbleibenden Hersteller Vishay eingestellt.

## Normung
Die Bedingungen für die Prüfungen und Messungen der elektrischen Parameter der Aluminium-Elektrolytkondensatoren mit flüssigem Elektrolyten sind festgelegt in der Fachgrundspezifikation:
- IEC 60384-1 (VDE 0565-1), Festkondensatoren zur Verwendung in Geräten der Elektronik

sowie in den Rahmenspezifikationen:
- IEC 60384-4, Aluminium-Elektrolytkondensatoren mit festem (Mangandioxid) oder flüssigem Elektrolyten
- IEC 60384-18, Oberflächenmontierbare Aluminium-Elektrolytkondensatoren mit festem (Mangandioxid) oder flüssigem Elektrolyten

In Deutschland sind diese Normen als Teile der Normenreihe DIN EN 60384 veröffentlicht.

## Anwendungen
- Puffer- und Siebkondensator in Low-Drop-Wandlern in der Kfz-Elektronik
- Sekundär-Siebkondensator in miniaturisierten SMPS-AC-DC-Wandlern

## Vor- und Nachteile
Vorteile gegenüber Aluminium-Elektrolytkondensatoren mit flüssigem Elektrolyten:
- deutlich höhere Rippelstrombelastbarkeit
- besseres Tieftemperaturverhalten. Der Scheinwiderstand und der ESR sind bei −40 °C nur etwa zweimal höher als bei Raumtemperatur
- axiale Bauform bis 200 °C temperaturfest
- stabile Kennwerte, keine durch Verdunstung begrenzte Lebensdauer.
- relativ hohe Widerstandsfähigkeit gegenüber Falschpolung.

Nachteile gegenüber Aluminium-Elektrolytkondensatoren mit flüssigem Elektrolyten:
- Sie sind teurer als „nasse Al-Elkos“.
- nur ein Hersteller